# Виловик (Охајо)
Виловик (енгл. Willowick) град је у америчкој савезној држави Охајо.

## Демографија
По попису из 2010. године број становника је 14.171, што је 190 (-1,3%) становника мање него 2000. године.
| Група             | 2000.          | 2010.          |
| Белци             | 13.963 (97,2%) | 13.330 (94,1%) |
| Афроамериканци    | 107 (0,7%)     | 358 (2,5%)     |
| Азијати           | 88 (0,6%)      | 109 (0,8%)     |
| Хиспаноамериканци | 102 (0,7%)     | 187 (1,3%)     |
| Укупно            | 14.361         | 14.171         |